# Sergiu Certan
Sergiu Certan (n. 17 aprilie 1952, Chișinău) este un specialist în domeniul mecanismelor economice ale tranziției la economia de piață, care a fost ales ca membru corespondent (1992) al Academiei de Științe a Moldovei.